# Кенійська під-окружна ліга
Кенійська під-окружна ліга (англ. Kenyan Sub-County Leagues) — 6-е та найнижче змагання у системі футбольних ліг. Ліга має обмін з чемпіонатом Кенійських округ. Команди-учасниці змагань мають аматорський статус.

## Історія
Ліга заснована 10 липня 2013 року, в рамках реформи, започаткованою Федерацією футболу Кенії, по впровадженню 6-рівневої системи футбольних ліг. Почала функціонувати з сезону 2014 року.